# Łabajowa Baszta

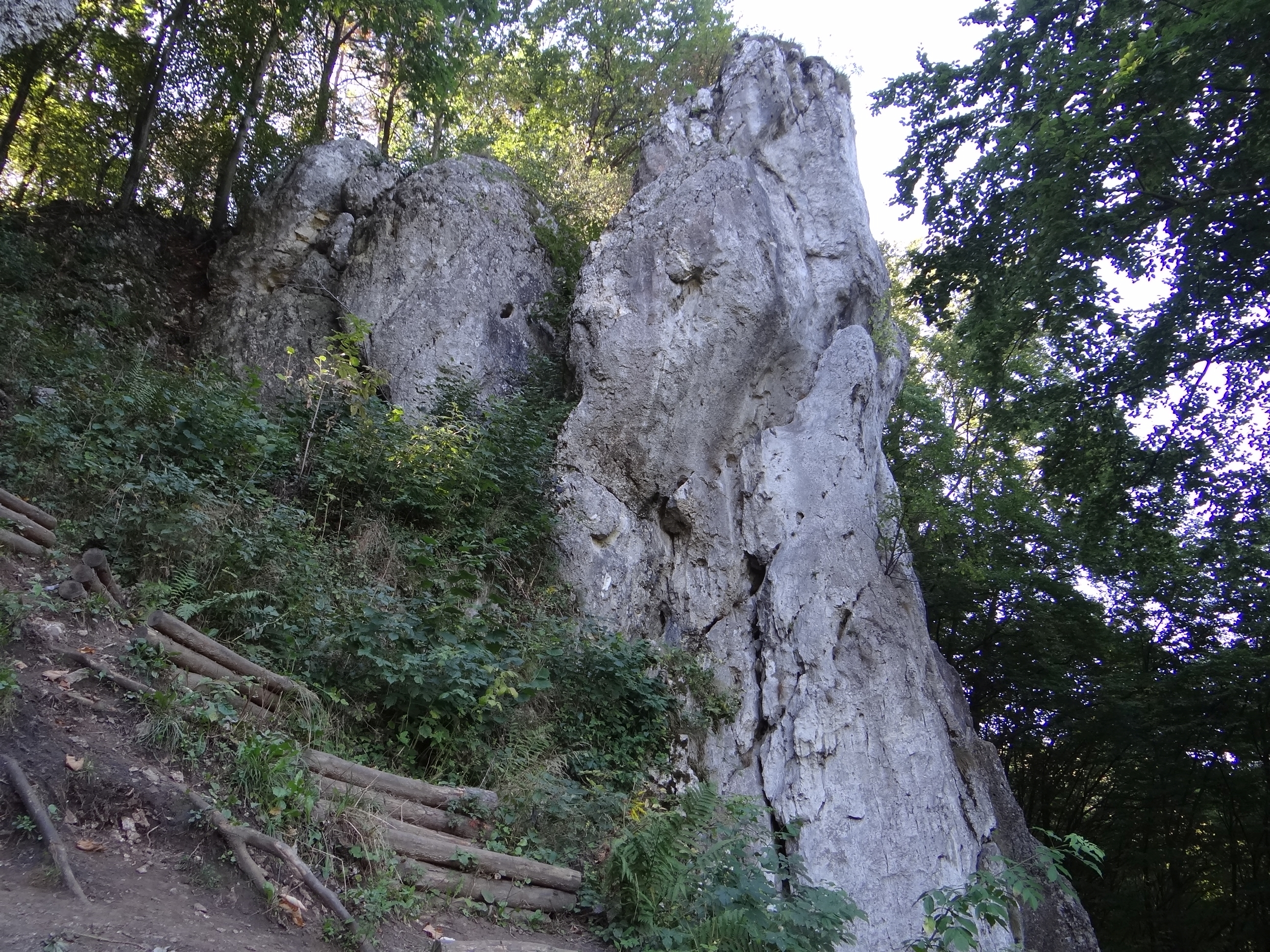
Łabajowa Baszta po prawej stronie

Łabajowa Baszta – wapienna skała o wysokości 18 m znajdująca się w górnej części lewych zboczy Doliny Będkowskiej na Wyżynie Krakowsko-Częstochowskiej. Jest najbardziej wysuniętą na południe skałą w Grupie Łabajowej. Skały tej grupy należą do najbardziej popularnych skał wspinaczkowych w całej Jurze. Administracyjnie znajduje się w granicach wsi Bębło w województwie małopolskim, w powiecie krakowskim, w gminie Wielka Wieś

## Drogi wspinaczkowe
Ściany wspinaczkowe o wystawie południowej i południowo-wschodniej, pionowe lub przewieszone z filarem i zacięciem. Skała znajduje się na terenie prywatnym, jednak jest udostępniona do uprawiania wspinaczki skalnej. Przy skale jest miejsce parkingowe, schody dojściowe do skał, ławeczki oraz tablice ze skałoplanami. Na zboczu powyżej Łabajowej Baszty znajduje się niższa od niej Łabajowa Basteja.
Łabajowa Baszta jest przygotowana do wspinaczki – niemal wszystkie drogi wspinaczkowe wyposażone są w stałe punkty asekuracyjne. Dwie drogi wymagają miejscami wspinaczki tradycyjnej. Drogi mają trudność od III do VI.2+ w skali Kurtyki, są też trzy projekty (w nawiasach podano elementy asekuracyjne oraz ich liczbę: r – ring; sz – stanowisko zjazdowe; rz – ring zjazdowy; trad – wspinaczka tradycyjna):

1. Projekt
2. Projekt
3. Szarik pogryzł snajpera; VI.2 (sz)
4. Projekt; (sz)
5. Pancerna rysa; VI.1+ (trad + sz)
6. Snajper trafił Marusię; VI.2 (7r + sz)
7. Lewa miedziana płyta; VI.1 (6r + sz)
8. Nie dziane zacięcie  IV+ (5r + 2rz)
9. Borówka; (5r + sz)
10. Projekt; (sz)
11. Pancerna rysa; VI.1+ (trad + sz)
12. Unik Marusi; VI.1+ (7r + sz)
13. Bękarty wojny; VI.1+ (6r + sz)
14. Lewa miedziana płyta; VI.1 (6r + sz)
15. Prawa miedziana płyta; VI.1/1+ (6r + sz)
16. Nie dziane zacięcie wprost; IV (4r + sz)
17. Borówka; V (5r + sz)
18. Jagódka; IV- (5r + sz)
19. Siema lolo; III- (5r + sz)
20. Pati-mati; III- (r + sz)
21. Zachód baszty; III (5r + sz)
22. Grań na basztę; 1. wyciąg III+ (5r + 2rz), 2. wyciąg II (3r + 2rz)[4].